# Günther Bobach
Günther Bobach (* 7. August 1930 in Taucha; † 22. März 2012) war ein deutscher Journalist in der DDR. Er war Chefredakteur der SED-Zeitung Freiheit.

## Leben
Der Arbeitersohn Günther Bobach wurde 1947 SED-Mitglied und erwarb 1950 das Abitur. Bis 1952 studierte er an der Sektion Journalistik an der Karl-Marx-Universität Leipzig und wurde dort 1953 wissenschaftlicher Assistent. 1954 erwarb er den Abschluss Diplom-Journalist.
Von 1954 bis 1960 arbeitete Bobach als Redakteur der SED-Zeitung Freiheit in Halle (Saale). 1960 wurde Bobach stellvertretender Chefredakteur und 1963, als Nachfolger von Rudolf Singer, Chefredakteur der Freiheit und blieb dies bis 1967. Bobach war in dieser Zeit auch Mitglied der SED-Bezirksleitung Halle.
Von 1967 bis 1989 war Bobach Mitarbeiter im Zentralkomitee der SED in Ost-Berlin und Mitglied der „Agitationskommission“. Bis 1989 war Bobach Mitglied des Zentralvorstandes des Verbandes der Journalisten der DDR. Während der Wende in der DDR verlor Bobach im November 1989 alle Funktionen.
Bobach wurde 1974 mit dem Vaterländischen Verdienstorden in Bronze und 1980 in Silber ausgezeichnet.